# Llefià metróállomás
Llefià egyike a Spanyolországban található barcelonai metró metróállomásainak.

## Metróvonalak
Az állomást az alábbi metróvonalak érintik:
- 10-es metróvonal

## Kapcsolódó állomások
Az állomáshoz az alábbi állomások vannak a legközelebb:
- La Salut (Gorg, 10-es metróvonal)
- Bon Pastor (Sagrera, 10-es metróvonal)